# Tekniskt kol
Tekniskt kol framställs av att ett organiskt ämne upphettas utan syretillgång. Det svarta som blir kvar är tekniskt kol; benkol och blodkol är t.ex. tekniskt kol. Om man sedan upphettar det tekniska kolet med vattenånga får man aktivt kol.
Exempel på vad man kan använda som utgångsmaterial för att framställa tekniskt kol är socker och slakteriavfall. Gasmasker och andningsskydd har filter med aktivt kol.